# كيم كون هي
كيم كون هي (بالكورية: 김건희)‏ هي زوجة الرئيس الكوري الجنوبي يون سوك يول وهي السيدة الأولى الحالية لكوريا الجنوبية منذ 10 مايو من عام 2022 وهي الرئيسة التنفيذية لشركة كوفانا للمحتويات، ولدت في 2 سبتمبر من عام 1972 في كوريا الجنوبية. صرحت عند إنتخاب زوجها لمنصب رئيس كوريا الجنوبية في 10 مارس من عام 2022 أنها تفضل أن تكون زوجة الرئيس على أن تكون السيدة الأولى.